# NGC 6938
NGC 6938 ist ein Asterismus im Sternbild Vulpecula. Er wurde am 18. Juli 1834 von John Herschel entdeckt.